# Idioblast

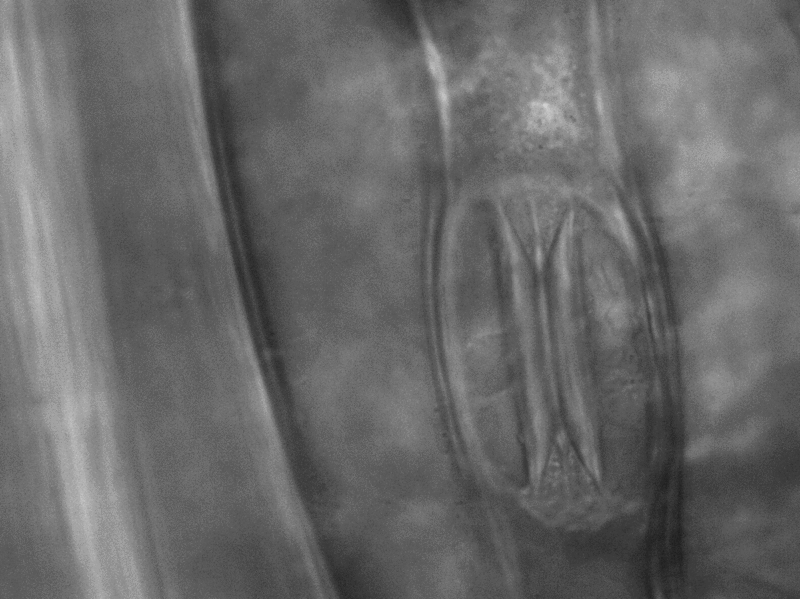
Een huidmondje van gras

Een idioblast (Grieks idios = „eigen“, „eigenaardig“, „bijzonder“; blastos = „spruit“, „kiem“, „groei“) is een in een plantenweefsel liggende cel, die door haar morfologische en fysiologische eigenschappen afwijkt van de omringende cellen. Voorbeelden van idioblasten zijn de sluitcellen van de huidmondjes in de epidermis van een blad, alleenstaande steencellen, oliehoudende cellen en kristalcellen.